# Lista över fornlämningar i Norbergs kommun
Lista över fornlämningar i Norbergs kommun är en förteckning av ett urval av de fornlämningar som finns i Norbergs kommun.

## Karbenning
| Namn                         | Lämningstyp      | Tillkomsttid | Historisk indelning     | Plats | Läge                 | ID-nr          | Bild                                      |
| ---------------------------- | ---------------- | ------------ | ----------------------- | ----- | -------------------- | -------------- | ----------------------------------------- |
| Kungshögen (Karbenning 35:1) | Hög              |              | Karbenning, Västmanland |       | 59.992784, 16.147888 | 10229300350001 | Ladda upp en bild av detta fornminne      |
| Karbenning 37:1              | Begravningsplats |              | Karbenning, Västmanland |       | 60.012853, 16.110655 | 10229300370001 | Ladda upp en till bild av detta fornminne |

## Norberg
| Namn                         | Lämningstyp         | Tillkomsttid | Historisk indelning  | Plats | Läge                 | ID-nr          | Bild                                 |
| ---------------------------- | ------------------- | ------------ | -------------------- | ----- | -------------------- | -------------- | ------------------------------------ |
| Diäs Olofstorp (Norberg 440) | Lägenhetsbebyggelse |              | Norberg, Västmanland |       | 60.044721, 15.730177 | 12000000001750 | Ladda upp en bild av detta fornminne |
| Norberg 443                  | Kvarn               |              | Norberg, Västmanland |       | 60.038438, 15.734307 | 12000000001765 | Ladda upp en bild av detta fornminne |